# جاي إف. لوتون
جاي إف. لوتون (بالإنجليزية: J. F. Lawton)‏ هو كاتب سيناريو ومنتج أفلام ومخرج أمريكي، ولد في 11 أغسطس 1960 في ريفرسايد في الولايات المتحدة.

## وصلات خارجية
- جاي إف. لوتون على موقع IMDb (الإنجليزية)
- جاي إف. لوتون على موقع تيرنر كلاسيك موفيز (الإنجليزية)
- جاي إف. لوتون على موقع أول موفي (الإنجليزية)
- جاي إف. لوتون على موقع قاعدة بيانات برودواي على الإنترنت (الإنجليزية)
- جاي إف. لوتون على موقع قاعدة بيانات الفيلم (الإنجليزية)